# John Tana
John Tana is een typetje en alter ego van de Nederlander Seth Verhaegen. Het personage is een Nederlandse zanger, woonachtig in Maastricht en afkomstig uit Marseille. Zijn muziek zijn Franse covers met eigen parodie-teksten in verfranst Maastrichts gezongen. De naam John Tana is een samentrekking van de Maastrichtse volkszanger Johnny Blenco en het personage Tony Montana uit de film Scarface.

## Oorsprong
Seth Verhaegen studeerde audiovisuele opleiding aan het Arcus College in Heerlen. Hij hielp medestudent Benjamin Peeters met het maken van parodieën op bekende muziekartiesten op Youtube. Met een parodie op Shape of You van Ed Sheeran bereikten ze de top 3 van meest bekeken video van 2017 in Nederland. Begin 2022 lanceerde Verhaeghen zijn typetje John Tana op Youtube, met hulp van Benjamin Peeters.
Het fictieve personage John Tana zou opgegroeid zijn in een ongure buurt in Marseille waar hij al van kleins af aan bezig was met muziek maken. In 1989 startte hij zogezegd in Maastricht met zijn muziekcarrière, maar pas in 2022 begon de zanger eindelijk wat succes te kennen. Tana is meestal gekleed in een wit maatpak met een zwarte vlinderdas en hij draagt altijd een pilotenzonnebril. Optreden doet hij vaak met een sigaret in de hand. Daar hij francofiel is, heeft hij een roeping dé nieuwe Maastrichtse chansonnier te worden, een muziekfiguur waar volgens hem in de stad grote behoefte aan is. Zijn muziek maakt gebruik van Franse covers zoals Joe Dassin, Gérard Lenorman en Patrick Bruel. Zijn zang is in verfranst Maastrichts, in het Frans 'Maastrichtois' genoemd.
Tana beschrijft zichzelf op zijn YouTube-kanaal als "Maastrichts icoon, levensgenieter, mensenmens, francofiel, anoniem ondernemer, levenskunstenaar en wereldberoemd van Nazareth tot aan Meerssen en in P.I. Maastricht Overmaze".

## Populariteit
In korte tijd heeft Seth Verhaegen met zijn typetje John Tana in Nederlands Limburg carrière gemaakt. Zo was hij in 2022 tijdens carnaval te zien in de Boetegewone Binnenzitting van L1. Verder heeft hij in mei van dat jaar ingevallen op Pop on Top voor de Snollebollekes, in juni 2022 trad hij op met het duo Träcksäck op Pinkpop en in augustus op de 88e editie van De Tent Sjteit in Arensgenhout. Daar zong hij onder andere drie verschillende versies van zijn lied Boursin waaronder een hardstyle versie.
John Tana staat in de Limburgse 100 van 2022 op nummer 73 met zijn nummer Boursin, een cover van Si j'étais président van de Fransman Gérard Lenorman. Eind juli 2022 lanceerde volkszanger Henk Bernard een cover van Boursin met de titel Toch ging het fout.
Op 17 september 2022 werd tijdens de Nach van ’t Limburgse Leed in Venlo bekendgemaakt dat John Tana de dialectmuziekprijs "Jo Erens Priès" van 2022 gewonnen had. De jury, die unaniem op hem had gestemd, zei in hun rapport: "Ongelooflijk wat het fenomeen John Tana in korte tijd voor elkaar heeft weten te krijgen. [....] Er is veel talent aanwezig in Limburg, waar we als Nach altijd zeer blij mee zijn, maar voor ons stond de keuze voor de winnaar dit keer zeldzaam snel vast".
In 2023 is John Tana in de Limburgse 100 van plaats 73 naar de nummer 1-positie gestegen. Daarmee laat hij o.a Noa het Zuuje van Lex Uiting, Blaosmeziek van Gé Reijnders en Halt mich 's vas van Neet Oét Lottum achter zich. Op nummer 35 in de lijst staat een 2e nummer van John Tana Daan Kom Ich Mer Aon.
Op 3 en 4 november 2023 trad John Tana op met Rowwen Hèze tijdens het Slotconcert in America voor twee keer een uitverkochte tent.

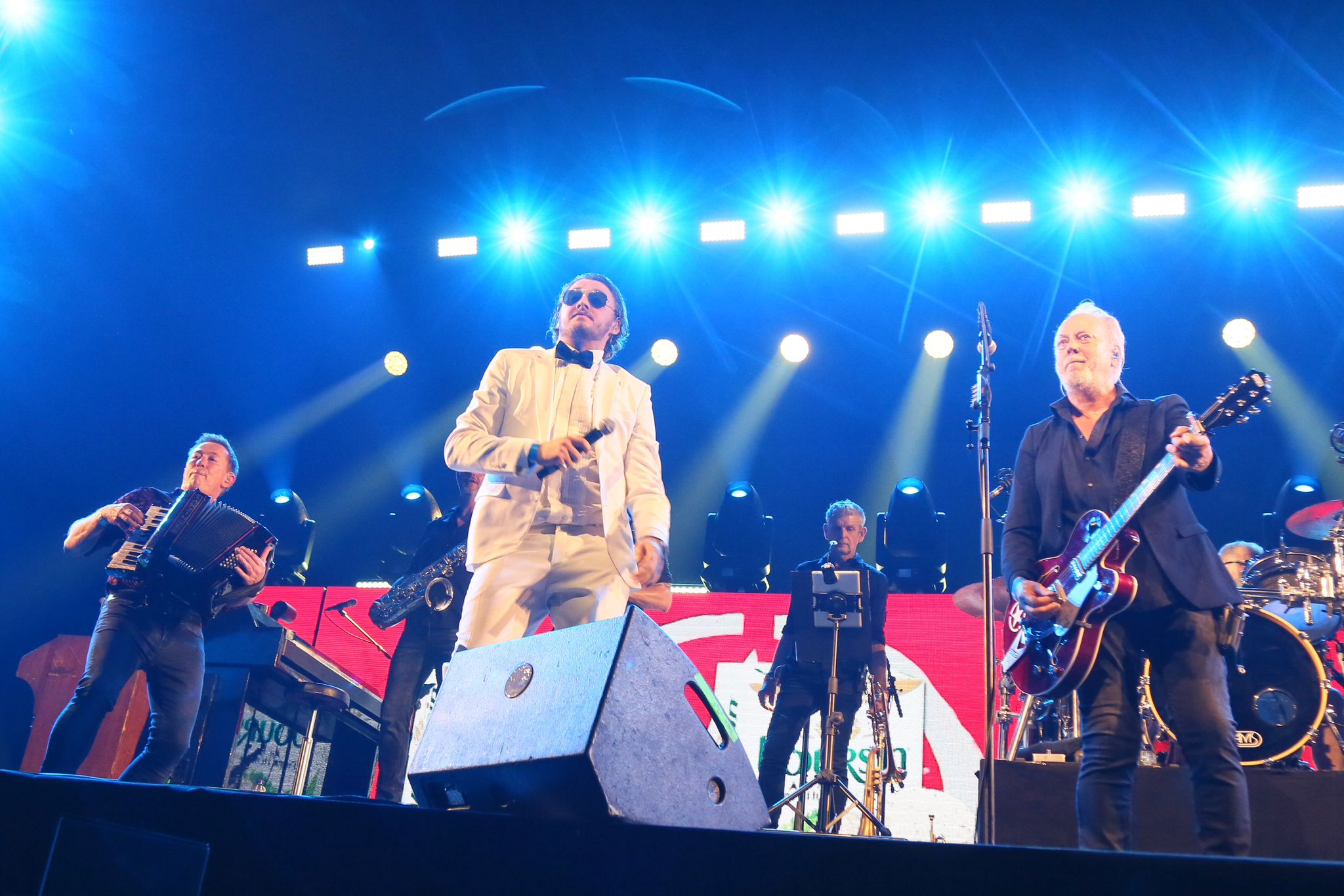
John Tana treedt op met Rowwen Hèze tijdens het Slotconcert 2023

Op 6 november 2023 werd door de Sjeng Kraft Kompenei bekendgemaakt dat John Tana de winnaar is geworden van De Sjeng 2023. De officiële uitreiking van de prijs zal plaatsvinden op de jubileumeditie van de 11devande11de die zal plaatsvinden in Roermond. Eerdere winnaars waren onder meer Dwayne Verheyden, Dominique Paats, Bart Storcken, Tren van Enckevort en Lex Uiting.
Op 9 december 2023 trad John Tana op tijdens het eerst Wunderfest te Reuver voor enkele duizenden bezoekers tijdens dit Apres-Ski feest. 
Tijdens de Avondetappe van de NOS speelde John Tana Daan Kom Ich Mer Aon samen met Träcksäck live. Dat was te zien op NPO 1 op 7 juli 2025.

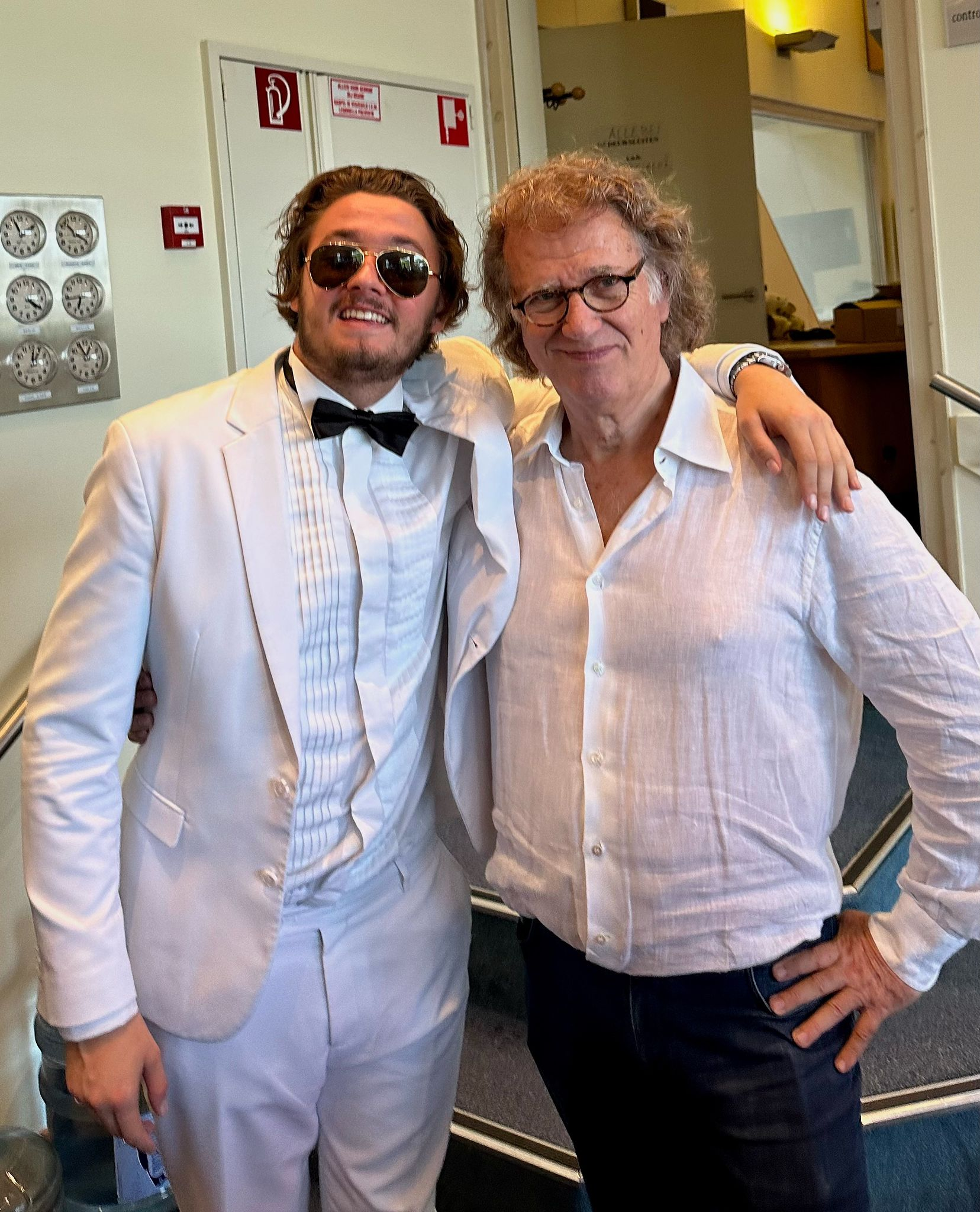
John Tana met André Rieu

## Discografie
- In Foie Gras bezingt Tana 'Bourgondisch gedoe' waarmee hij op ganzenlever doelt die volgens hem niet bepaald op een diervriendelijke manier tot stand komt. In de videoclip laat hij zich aan de bar van bistro Bouchon d'en Façe in Wyck met een 'teleur vol kouwe kak' en een glas wijn hier over horen.
- Zijn fictieve criminele jeugdverleden in Marseille (een wietfabriek), dat Tana inmiddels ver achter zich heeft gelaten, bezingt hij in zijn plaat De Garage.[15]
- In Boursin vertelt Tana over zijn trieste ervaringen in de liefde.

| Jaar | Titel                                   |
| ---- | --------------------------------------- |
| 2022 | Foie Gras                               |
| 2022 | De Garage                               |
| 2022 | Boursin                                 |
| 2022 | Sjans in Visé                           |
| 2022 | Allein                                  |
| 2022 | Damp aof                                |
| 2022 | feat. Nachtvlinders - Verander Neet     |
| 2022 | Mèt De Carnaval                         |
| 2023 | feat. Miserabel -Daan Kom Iech Mer Aon  |
| 2023 | feat. Träcksäck - Geflirt Mèt Dien Mam  |
| 2023 | feat. Beppie Kraft - Doa Kump 'nne Daag |
| 2023 | feat. Djoekbox- Stökske Brie            |
| 2023 | Bla bla bla                             |
| 2024 | De Kantine                              |
| 2024 | feat. Erwin - Sophie                    |
| 2024 | feat. Van Lieshout en Arts - Kermis     |
| 2024 | Merci                                   |
| 2024 | À La Bonne Heure                        |
| 2024 | Ideaal                                  |
| 2024 | feat. Jack Poels - Paulala              |
| 2024 | Deil Mer Door Twie                      |
| 2025 | feat. Gullie - Heimwee                  |
| 2025 | Strak Plan                              |
| 2025 | feat Träcksäck - Ambience               |